# Девіс (Каліфорнія)
Девіс — місто (англ. Davis) в США, в окрузі Йоло штату Каліфорнія. Населення — 66 850 осіб (2020). Це найбільше місто в окрузі Йоло, і 126-те за величиною у державі за чисельністю населення. У 2006 році Девіс зайняв друге місце в рейтингові найосвіченіших міст (у перерахунку на відсоток жителів з вищою освітою) у Сполучених Штатах.

## Історія
Девіс виріс навколо південної залізниці США. Депо побудовано в 1868 році. На той час відоме як «Девісвілл», назване на ім'я Джерома К. Девіса, видатного місцевого фермера. Однак, назву скоротили до «Девіс» в 1907 році. Назва прижилася, і місто Девіс було зареєстроване 28 березня 1917 року.
Девіс був створений як ферма для Берклі в 1909 році. У 1959 році Девіс був виділений в окремий університет — на той час сьомий по рахунку в системі Каліфорнійського університету.

## Географія
Девіс розташований за координатами 38°33′22″ пн. ш. 121°44′16″ зх. д. / 38.55611° пн. ш. 121.73778° зх. д. (38.556147, -121.737793). За даними Бюро перепису населення США в 2010 році місто мало площу 25,69 км², з яких 25,61 км² — суходіл та 0,08 км² — водойми.

### Клімат
Клімат Девісу є типовим для Центральної Долини Каліфорнії. Сухе, жарке літо і м'яка зима. Влітку рідко йде дощ, при цьому температура сягає за 40 градусів по Цельсію в затінку.
| Клімат : Девіс          | Клімат : Девіс | Клімат : Девіс | Клімат : Девіс | Клімат : Девіс | Клімат : Девіс | Клімат : Девіс | Клімат : Девіс | Клімат : Девіс | Клімат : Девіс | Клімат : Девіс | Клімат : Девіс | Клімат : Девіс | Клімат : Девіс |
| Показник                | Січ.           | Лют.           | Бер.           | Квіт.          | Трав.          | Черв.          | Лип.           | Серп.          | Вер.           | Жовт.          | Лист.          | Груд.          | Рік            |
| Абсолютний максимум, °C | 31,1           | 32,2           | 33,3           | 36,7           | 42,2           | 46,1           | 46,7           | 45,6           | 44,4           | 40,0           | 32,2           | 31,1           | 46,7           |
| Середній максимум, °C   | 12,2           | 15,6           | 18,8           | 22,5           | 27,3           | 31,4           | 34,1           | 33,6           | 31,6           | 26,2           | 18,1           | 12,4           | 23,7           |
| Середня температура, °C | 7,8            | 10,2           | 12,6           | 15,2           | 19,1           | 22,3           | 24,1           | 23,5           | 22,1           | 17,9           | 11,9           | 7,8            | 16,2           |
| Середній мінімум, °C    | 3,4            | 4,9            | 6,5            | 7,9            | 10,8           | 13,3           | 14,1           | 13,4           | 12,4           | 9,6            | 5,8            | 3,2            | 8,8            |
| Абсолютний мінімум, °C  | −8,9           | −6,1           | −3,3           | −3,9           | 0,0            | 1,1            | 2,8            | 2,8            | 1,7            | −3,3           | −6,7           | −11,1          | −11,1          |
| Днів з дощем            | 12,6           | 10,7           | 8,7            | 4,9            | 3,0            | 1,1            | 0,1            | 0,3            | 1,3            | 3,5            | 8,1            | 11,7           | 66,0           |
| ----------------------- | -------------- | -------------- | -------------- | -------------- | -------------- | -------------- | -------------- | -------------- | -------------- | -------------- | -------------- | -------------- | -------------- |
| Джерело:                |                |                |                |                |                |                |                |                |                |                |                |                |                |

## Демографія
Згідно з переписом 2010 року, у місті мешкали 65 622 особи в 24 873 домогосподарствах у складі 11 925 родин. Густота населення становила 2554 особи/км². Було 25869 помешкань (1007/км²).
Расовий склад населення:
| - 64,9 % — білих - 21,9 % — азіатів - 2,3 % — чорних або афроамериканців - 0,5 % — корінних американців - 0,2 % — вихідців з тихоокеанських островів - 4,8 % — осіб інших рас |

До двох чи більше рас належало 5,4 %. Частка іспаномовних становила 12,5 % від усіх жителів.
За віковим діапазоном населення розподілялося таким чином: 16,4 % — особи молодші 18 років, 75,1 % — особи у віці 18—64 років, 8,5 % — особи у віці 65 років та старші. Медіана віку мешканця становила 25,2 року. На 100 осіб жіночої статі у місті припадало 90,5 чоловіків; на 100 жінок у віці від 18 років та старших — 88,0 чоловіків також старших 18 років.
Середній дохід на одне домашнє господарство становив 89 054 долари США (медіана — 56 463), а середній дохід на одну сім'ю — 135 292 долари (медіана — 110 271). Медіана доходів становила 70 265 доларів для чоловіків та 57 183 долари для жінок. За межею бідності перебувало 28,8 % осіб, у тому числі 10,5 % дітей у віці до 18 років та 5,7 % осіб у віці 65 років та старших.
Цивільне працевлаштоване населення становило 32 044 особи. Основні галузі зайнятості: освіта, охорона здоров'я та соціальна допомога — 44,2 %, науковці, спеціалісти, менеджери — 12,6 %, мистецтво, розваги та відпочинок — 11,4 %.

## Навколишнє середовище
У 1984 році міської владою місто було оголошене без'ядерною зоною.

## Освіта і культура
Девіс відомий своїм університетом (Каліфорнійський університет в Девісі), який є роботодавцем для 30000 чоловік. У 2005 році займав 14-е місце серед публічних університетів США згідно з US News & World Report. Університет відомий відділеннями медицини (засноване в 1966), ветеринарії (1948), юриспруденції (1969), менеджменту (1981), проте в Девісі також навчаються і ведуть дослідження за всіма основними сучасним дисциплінами.

## Міста побратими
У Девіса є 7 міст-побратимів:
- Los Baños, Laguna, Філіппіни
- Muñoz, Філіппіни
- Qufu, Китайська Народна Республіка
- Rutilio Grande, Сальвадор
- Sangju, Південна Корея
- Wuxi, Китайська Народна Республіка
- Умань, Черкаська область

З містом Умань склались найтепліші стосунки з початку 90-х років: з 1994-го розпочато обмін між студентами міст-побратимів, одна з них відбулася у 1996-у році, — в липні-місяці до Уманського агротехнічного коледжу завітало 5 учнів зі школи Девіса, які пробули тут майже місяць в українських сім'ях, а 5 українських студентів в свою чергу відлетіти до Девісу у серпні 1996-го.